# Ciraparantag
Ciraparantag (aripazine) is een geneesmiddel in onderzoeksfase dat een antidotum is tegen zowel oudere (heparine, LMWH en fondaparinux) als nieuwere anticoagulantia (rivaroxaban, apixaban, edoxaban en dabigatran). 

## Inleiding
Anticoagulantia zijn veelgebruikte geneesmiddelen voor het voorkomen en behandelen van trombo-embolische aandoeningen. Een complicatie van hun gebruik zijn bloedingen. Er worden antidota ontwikkeld om het anticoagulerend effect te neutraliseren bij klinisch belangrijke bloedingen. 

## Toepassing
Ciraparantag herstelt het anticoagulerend effect  van een therapeutische dosis edoxaban binnen de 10 minuten na intraveneuze toediening. De terugkeer naar normale hemostase (bloedstolling) blijft bestaan tot 24 uur na één enkele intraveneuze dosis van ciraparantag. Naast het effect op edoxaban, werkt het ook reversibel op de effecten van de andere NOAC’s en LMWH.
Ciraparantag wordt na de overname van Perosphere Inc. door AMAG Pharmaceuticals verder ontwikkeld. Het zit in het stadium van fase 2 trials bij gezonde vrijwilligers.

## Farmacologie

### Werkingsmechanisme
In vitro studies tonen aan dat de molecule rechtstreeks bindt aan anticoagulantia door middel van waterstofbindingen en electrostatische interacties. Andere onderzoeksgegevens spreken dit tegen en kunnen geen rechtstreekse binding van ciraparantag aan NOAC’s aantonen en maar een zwakke binding aan heparines.

### Chemie
Ciraparantag is een synthetisch klein molecule dat bestaat uit twee L-arginine groepen, verbonden door een korte verbindingsketen met een piperazine.